# Alan Alda

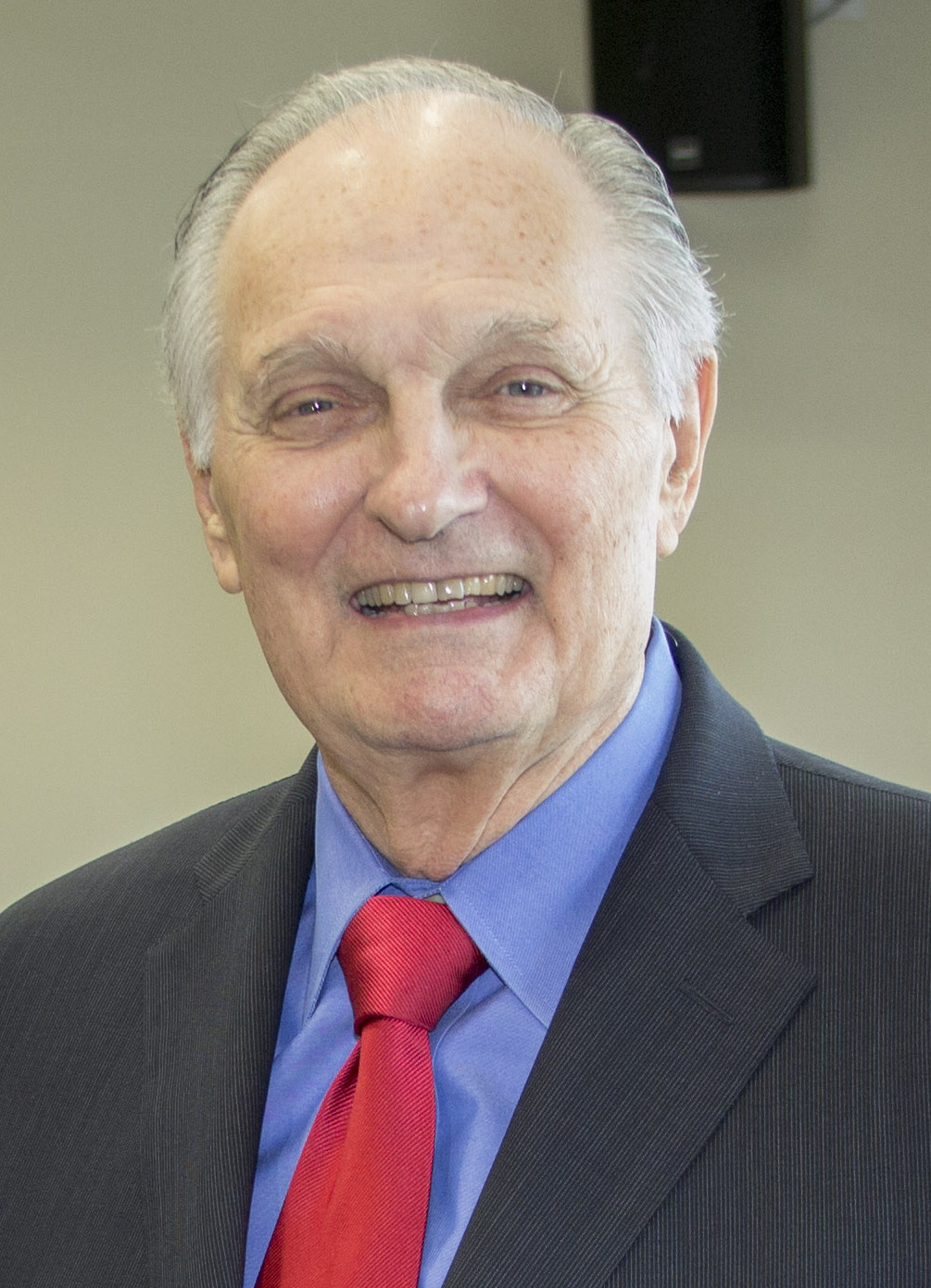
Alan Alda (2015)

Alan Alda (* 28. Januar 1936 als Alphonso Joseph D’Abruzzo in New York) ist ein US-amerikanischer Schauspieler, Drehbuchautor und Regisseur. Er ist jeweils sechsfacher Golden-Globe- und Emmy-Preisträger. Seine wohl bekannteste Rolle ist die des Benjamin Franklin „Hawkeye“ Pierce in der Fernsehserie M*A*S*H (1972–1983).

## Leben
Der Sohn des Schauspielers Robert Alda (Rhapsodie in Blau, Solange es Menschen gibt) und dessen Frau Joan litt im Alter von sieben bis neun Jahren an Kinderlähmung, deren Folgen durch das Verfahren von Elizabeth Kenny gelindert wurden.
Sein Bühnendebüt gab Alan Alda im Alter von 16 Jahren am Sommertheater in Barnesville, Pennsylvania. Anschließend studierte er Englisch an der Fordham University in New York. In dieser Zeit verbrachte er ein Studienjahr in Paris, stand in Rom auf der Bühne und war mit seinem Vater zusammen in Amsterdam beim Fernsehen. Auch war er für kurze Zeit Mitglied im Reserve Officer Training Corps. Während seiner Ausbildung zum Reserveoffizier erstarkte Aldas pazifistische Grundeinstellung, er brach schließlich aus gesundheitlichen Gründen das Training ab.
In seinem letzten Jahr in Fordham lernte er seine spätere Frau Arlene Weiss, eine begabte Musikerin mit einem Fulbright-Stipendium, kennen, die er 1957 heiratete und mit der er drei Töchter hat. Nach dem College erhielt er ein Engagement am Playhouse in Cleveland, Ohio, und ein Fordham-Stipendium. In New York machte er sich einen Namen durch Off-Broadway- wie auch durch Broadway-Produktionen. Es folgten Fernseh- und Filmangebote.

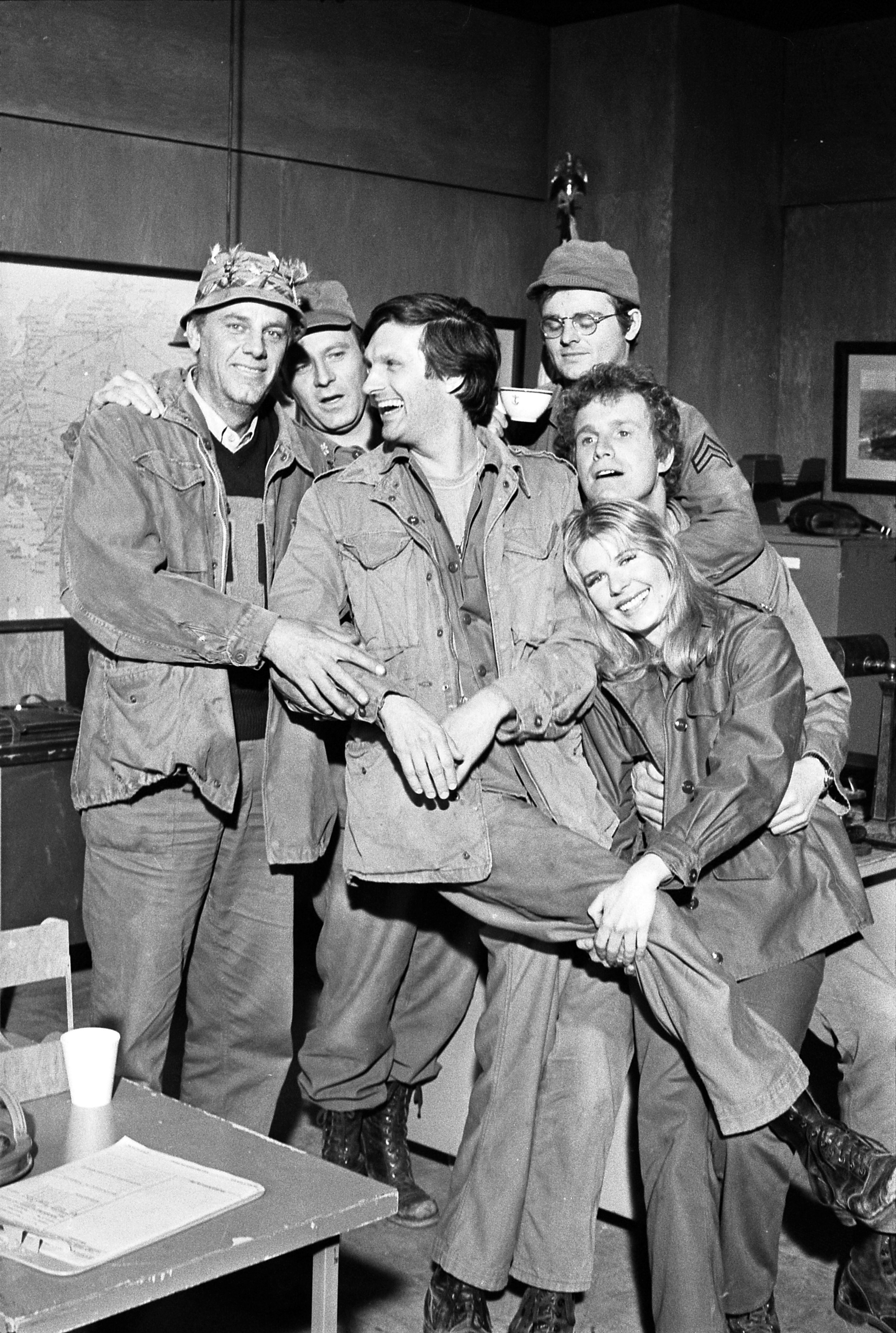
Die Besetzung von M*A*S*H von links im Uhrzeigersinn: McLean Stevenson, Larry Linville, Alan Alda, Gary Burghoff, Wayne Rogers und Loretta Swit

Während Alda 1972 den Fernsehfilm The Glass House nach einem Drehbuch von Truman Capote drehte, bekam er das Drehbuch für eine neue Fernsehserie, M*A*S*H, basierend auf dem Robert-Altman-Film MASH. Obwohl ihm das Buch gefiel, unterschrieb er den Vertrag erst nach einem Gespräch mit dem Regisseur Gene Reynolds und dem Produzenten Larry Gelbart wenige Stunden vor Drehbeginn. Alda wollte sich vergewissern, dass M*A*S*H mehr als nur eine weitere Militärklamotte werden würde. Daher ließ er vertraglich festschreiben, dass pro Folge mindestens eine Szene im Operationssaal spielen würde, um so den Kriegshintergrund der Serie zu betonen, was bis auf wenige Ausnahmen auch so umgesetzt wurde. In der Fernsehserie M*A*S*H spielte Alda von 1972 bis 1983 den Arzt Benjamin Franklin „Hawkeye“ Pierce und gewann dafür etliche Auszeichnungen. Er erhielt Emmys in den Kategorien Drehbuch, Regie und Darsteller. Alda ist somit der einzige Künstler, der bisher in all diesen Kategorien für eine Serie geehrt wurde. Als Pazifist war die Rolle des Hawkeye Pierce wie geschaffen für ihn, da er schon vor seiner Studienzeit aus seiner diesbezüglichen Haltung keinen Hehl gemacht hatte.
Trotz seiner Arbeit an der Serie schrieb Alda Drehbücher für Filme sowie das Drehbuch für seinen ersten eigenen Film, in dem er Regie führte und die Hauptrolle übernahm. So auch 1977 bei dem Film Der Mann in der Todeszelle über den Fall von Caryl Chessman, der zwölf Jahre in der Todeszelle von San Quentin auf seine Hinrichtung wartete. Außerdem entwickelte Alda eine kurzlebige Familienserie mit dem Titel We’ll Get By, für die er Anleihen bei seinem eigenen Familienleben machte. Auf Grundlage der Filmkomödie Vier Jahreszeiten (1981), in der er erneut alle drei Funktionen vereinte, wurde ebenfalls eine Serie entwickelt, die aber ebenso wenig erfolgreich war. Daneben wirkte Alda bei zahlreichen anderen Projekten mit.
Nach dem Ende von M*A*S*H war Alda in weiteren Filmen zu sehen, verfasste Drehbücher und führte Regie. Mit Woody Allen arbeitete er dreimal als Schauspieler zusammen und für seine Rolle in Verbrechen und andere Kleinigkeiten wurde er mit einem New York Film Critics Award und einem D.W. Griffith Award ausgezeichnet. 1992 kehrte er mit dem Neil-Simon-Stück Jake’s Women ans Theater zurück. Seitdem ist er wieder regelmäßig bei Theatergastspielen zu sehen. 1994 wurde er in die Television Hall of Fame aufgenommen.
1999 spielte Alda in fünf Folgen von Emergency Room – Die Notaufnahme wieder eine Arztrolle als der an Alzheimer erkrankte Dr. Gabriel Lawrence. 2000 war er neben Mel Gibson und Helen Hunt in der erfolgreichen Komödie Was Frauen wollen zu sehen. Von 2004 bis 2006 gehörte Alda zur Hauptbesetzung der äußerst erfolgreichen Serie The West Wing – Im Zentrum der Macht in der Rolle des republikanischen Präsidentschaftskandidaten Arnold Vinick; für die Rolle erhielt Alda 2006 einen Emmy als bester Nebendarsteller und 2009 für seinen Gastauftritt als Milton Greene in der Episode Mamma Mia der Serie 30 Rock seine 33. Emmy-Nominierung. 2004 war er für seine Rolle als Senator Ralph Owen Brewster im Film Aviator erstmals für einen Oscar (Bester Nebendarsteller) nominiert.
2018 gab Alda seine Parkinson-Erkrankung bekannt.

## Filmografie
- 1958: The Phil Silvers Show (Fernsehserie, Folge 3x23 Bilko the Art Lover)
- 1962: Gnadenlose Stadt (Naked City, Fernsehserie, Folge 4x01 Hold for Gloria Christmas)
- 1963: The Nurses (Fernsehserie, 2 Folgen)
- 1963: Route 66 (Fernsehserie, Folge 3x31 Soda Pop and Paper Flags)
- 1963: Gone Are the Days!
- 1963: East Side/West Side (Fernsehserie, Folge 1x01 The Sinner)
- 1965: The Trials of O’Brien (Fernsehserie, Folge 1x11 Picture Me a Murder)
- 1966: Where’s Everett (Kurzfilm)
- 1967: Das Geheimnis der blauen Krone (Coronet Blue, Fernsehserie, Folge 1x10 Six Months to Mars)
- 1968: Premiere (Fernsehserie, Folge Higher and Higher)
- 1968: Papierlöwe (Paper Lion)
- 1969: The Extraordinary Seaman
- 1970: Jenny
- 1970: Whisky brutal (The Moonshine War)
- 1971: Story Theatre (Fernsehserie)
- 1971: Mephisto-Walzer (The Mephisto Waltz)
- 1972: Class of ’55 (Kurzfilm)
- 1972: Das Glashaus (The Glass House) (Fernsehfilm)
- 1972: Doberkiller (To Kill a Clown)
- 1972: Playmates (Fernsehfilm)
- 1972–1983: M*A*S*H (Fernsehserie, 256 Folgen)
- 1973: Isn’t It Shocking? (Fernsehfilm)
- 1974: 6 Rms Riv Vu (Fernsehfilm)
- 1977: Der Mann in der Todeszelle (Kill Me If You Can, Fernsehfilm)
- 1978: Nächstes Jahr, selbe Zeit (Same Time, Next Year)
- 1978: Das verrückte California-Hotel (California Suite)
- 1979: Die Verführung des Joe Tynan (The Seduction of Joe Tynan)
- 1981: Vier Jahreszeiten (The Four Seasons)
- 1984: Four Seasons (Fernsehserie, Folge 1x01 Pilot Part 1)
- 1986: Sweet Liberty (& Drehbuch, Regie)
- 1988: Morgen fängt das Leben an (A New Life)
- 1989: Verbrechen und andere Kleinigkeiten (Crimes and Misdemeanors)
- 1990: Familienehre (Betsy’s Wedding)
- 1992: Stimmen im Dunkel (Whispers in the Dark)
- 1993: … und das Leben geht weiter (And the Band Played On)
- 1993: Manhattan Murder Mystery
- 1993–2005: Scientific American Frontiers (Dokuserie, 81 Folgen)
- 1994: Reißende Strömung – Rafting-Trips ins Verderben (White Mile, Fernsehfilm)
- 1995: Unsere feindlichen Nachbarn (Canadian Bacon)
- 1996: Jakes Frauen (Jake’s Women, Fernsehfilm)
- 1996: Alle sagen: I love you (Everyone Says I Love You)
- 1996: Flirting with Disaster
- 1997: Mord im Weißen Haus (Murder at 1600)
- 1997: Mad City
- 1998: Liebe in jeder Beziehung (The Object of My Affection)
- 1999: Emergency Room – Die Notaufnahme (ER, Fernsehserie, 5 Folgen)
- 2000: Was Frauen wollen (What Women Want)
- 2001: Clubland – Stars and Secrets (Club Land, Fernsehfilm)
- 2001: Killing Yard – Mörderischer Auftrag (The Killing Yard, Fernsehfilm)
- 2004: Aviator (The Aviator)
- 2004–2006: The West Wing – Im Zentrum der Macht (The West Wing, Fernsehserie, 27 Folgen)
- 2007: The Champ (Resurrecting the Champ)
- 2008: Memories to Go – Vergeben... und vergessen! (Diminished Capacity)
- 2008: Flash of Genius
- 2008: Nichts als die Wahrheit (Nothing But the Truth)
- 2009–2010: 30 Rock (Fernsehserie, 3 Folgen)
- 2011: Aushilfsgangster (Tower Heist)
- 2011, 2013: The Big C (Fernsehserie, 6 Folgen)
- 2012: Wanderlust – Der Trip ihres Lebens (Wanderlust)
- 2013–2014: The Blacklist (Fernsehserie, 5 Folgen)
- 2015: Kein Ort ohne dich (The Longest Ride)
- 2015: Bridge of Spies – Der Unterhändler (Bridge of Spies)
- 2016: Horace and Pete (Webserie, 5 Folgen)
- 2018–2019: The Good Fight (Fernsehserie, 3 Folgen)
- 2018–2020: Ray Donovan (Fernsehserie, 8 Folgen)
- 2019: Marriage Story
- 2025: The Four Seasons (Netflix, Miniserie)

## Auszeichnungen
American Movie Award
- 1980: Bester Darsteller (The Seduction of Joe Tynan)
- 1982: Beliebtester männlicher Star

Bodil
- 1982: Bester nicht-europäischer Film (The Four Seasons)

Directors Guild of America Award
- 1977: Herausragende Regie-Leistung in Comedyserien (M*A*S*H, zusammen mit Ted Butcher, David Hawks und Lisa Hallas)
- 1982: Herausragende Regie-Leistung in Comedyserien (M*A*S*H, zusammen mit David Hawks und Cathy Kinsock)
- 1983: Herausragende Regie-Leistung in Comedyserien (M*A*S*H, zusammen mit David Hawks und Cathy Kinsock)

Emmy Award
- 1974: Schauspieler des Jahres – Serie (M*A*S*H)
- 1974: Bester Hauptdarsteller in einer Comedyserie (M*A*S*H)
- 1977: Herausragende Regie in einer Comedyserie (M*A*S*H)
- 1979: Herausragendes Drehbuch in einer Comedy-, Comedy-Varieté- oder Musikserie (M*A*S*H)
- 1982: Herausragender Hauptdarsteller in einer Comedyserie (M*A*S*H)
- 2006: Herausragender Nebendarsteller in einer Dramaserie (The West Wing)
- 2012: für sein Lebenswerk

Golden Apple Award
- 1974: Männlicher Star des Jahres
- 1979: Männlicher Star des Jahres

Golden Globe Award
- 1975: Bester Serien-Hauptdarsteller – Komödie oder Musical (M*A*S*H)
- 1976: Bester Serien-Hauptdarsteller – Komödie oder Musical (M*A*S*H)
- 1980: Bester Serien-Hauptdarsteller – Komödie oder Musical (M*A*S*H)
- 1981: Bester Serien-Hauptdarsteller – Komödie oder Musical (M*A*S*H)
- 1982: Bester Serien-Hauptdarsteller – Komödie oder Musical (M*A*S*H)
- 1983: Bester Serien-Hauptdarsteller – Komödie oder Musical (M*A*S*H)

Hasty Pudding
- 1980: Hasty Pudding Mann des Jahres

Humanitas-Preis
- 1980: 30-Minuten-Kategorie (M*A*S*H)

National Board of Review
- 1989: Bester Nebendarsteller (Verbrechen und andere Kleinigkeiten)

New York Film Critics Circle Award
- 1989: Bester Nebendarsteller (Verbrechen und andere Kleinigkeiten)

People’s Choice Award
- 1975: Beliebtester Fernsehschauspieler (zusammen mit Telly Savalas)
- 1979: Beliebtester Fernsehschauspieler
- 1980: Beliebtester Unterhaltungskünstler
- 1980: Beliebtester Fernsehschauspieler
- 1981: Beliebtester Unterhaltungskünstler
- 1981: Beliebtester Fernsehschauspieler
- 1982: Beliebtester Fernsehschauspieler

TV Land Award
- 2003: Klassischer Fernsehdoktor des Jahres (M*A*S*H)
- 2009: Impact Award (M*A*S*H, zusammen mit Allan Arbus, William Christopher, Larry Gelbart, Mike Farrell, James Maxwell, Burt Metcalfe, Gene Reynolds, David Ogden Stiers, Loretta Swit und Kellye Nakahara)

Writers Guild of America Award
- 1977: Comedy-Schauspieler
- 2000: Valentine Davies Award

Sonstige
- 2006: Aufnahme in die American Academy of Arts and Sciences
- 2016: Public Welfare Medal der National Academy of Sciences

## Bücher
- Alan Alda: Never have your dog stuffed. Autobiografie. Arrow Books/Random House, 2006, ISBN 978-0-09-949376-1.
- Alan Alda: Things I Overheard While Talking to Myself. Biografie & Autobiografie. Random House, 2007, ISBN 978-1-4000-6617-9.